# Manarola

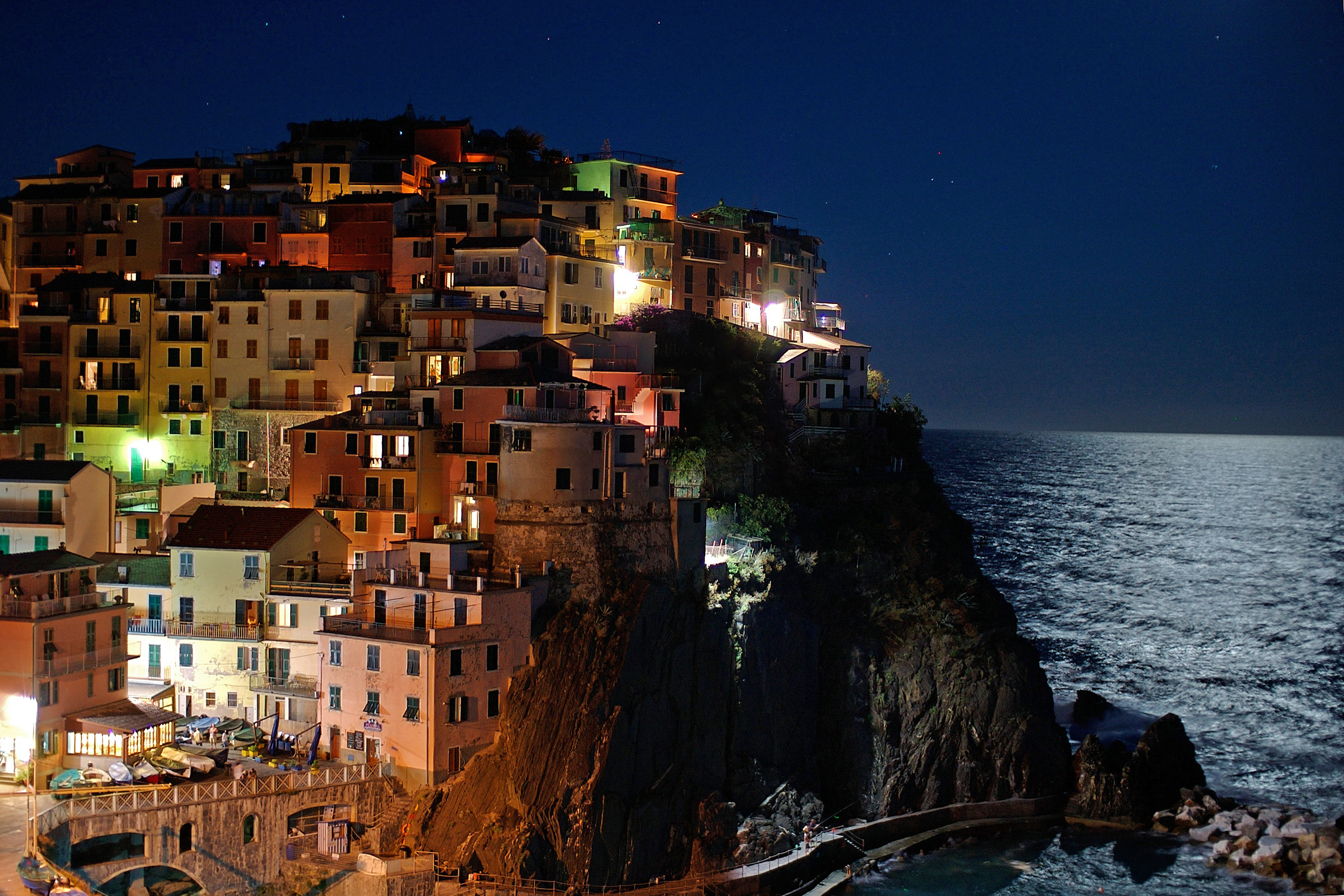
Manarola

Manarola é um distrito da comuna de Riomaggiore, na província de la Spezia . É uma das localidades que constituem as famosas Cinque Terre, um dos trechos de maior atração turística da Riviera da Ligúria.
A oeste de Manarola estão outras três localidades de Cinque Terre: Monterosso al Mare, Corniglia e Vernazza, enquanto a leste está somente Riomaggiore.